# باراتیراجا
باراتیراجا (انگلیسی: Bharathiraja؛ زادهٔ ۱۷ ژوئیهٔ ۱۹۴۲) کارگردان فیلم، فیلم‌نامه‌نویس، تهیه‌کننده فیلم، بازیگر اهل راج بریتانیا است.
وی همچنین برندهٔ جوایزی همچون جایزه فیلم‌فیر جنوب و جایزه ناندی شده‌است.

## فیلم‌شناسی
- در سن ۱۶ سالگی (تامیلی)
- ۱۶ سالگی (هندی)
- رزهای قرمز
- سه نقطه
- تیک تیک تیک
- آخرین تدوین کارگردان
- امواج هرگز متوقف نمی‌شوند
- لاله عباسی